# Mouvement culturel
 (décembre 2018).
Si vous disposez d'ouvrages ou d'articles de référence ou si vous connaissez des sites web de qualité traitant du thème abordé ici, merci de compléter l'article en donnant les références utiles à sa vérifiabilité et en les liant à la section « Notes et références ».
Les mouvements culturels sont des groupes d'identification dont les membres partagent des opinions communes, il peut s'agir de mouvement artistique (ensemble d'artistes : musiciens, peintres, etc.) ou de mouvement littéraire (ensemble d'écrivains qui partagent des caractéristiques communes sur le plan des formes littéraires utilisées et des idées), et par extension de mouvements philosophiques ou scientifiques.
En considérant le sens de culture en lien avec civilisation ou société, donc au sens mouvement sociétal, il peut s'agir de groupes minoritaires, ou désireux de promouvoir leurs droits.

## Liste de mouvements artistiques
Du XVIe siècle au XIXe siècle, notamment :
- La Renaissance
- Le Baroque
- Le Romantisme
- Le Symbolisme

## Liste de mouvements littéraires
Du XVIe siècle au XXe siècle, les principaux mouvements littéraires sont :
- L'Humanisme de la Renaissance
- La Pléiade
- La Baroque
- Le Classicisme
- Les Lumières
- Le Romantisme
- Le Réalisme
- Le Naturalisme
- Le Symbolisme
- Le Surréalisme
- Le Nouveau Roman

## Liste de mouvements culturels musicaux
- Le mouvement rock
- Le mouvement hippie
- Le mouvement skinhead
- Le mouvement soul

### Contre-culture
- Le Mouvement gothique
- Le mouvement grunge
- Le mouvement hip-hop
- Le mouvement punk[3]

## Liste de mouvements sociétaux
- Le mouvement breton
- Le Mouvement culturel berbère (MCB)[4]
- Le Mouvement de libération des femmes (MLF)
- Le mouvement LGBT
- La Movida (mouvement culturel en Espagne)[5]
- Le mouvement pro-ana
- Le mouvement Pro-mia
- Les Mouvements des malades